# Casa de Anjou-Sicilia
La Casa de Anjou-Sicilia, también denominada como casa capeta de Anjou, fue una importante casa real europea y fue una rama de la dinastía de los Capetos. Fundada por Carlos de Anjou, último hijo del rey Luis VIII de Francia, quien reinó en el Reino de Sicilia, y extendió su influencia en Mediterráneo occidental, y aunque expulsado de la isla de Sicilia en 1282 después de las Vísperas sicilianas, sus sucesores permanecieron en la parte continental del sur de Italia, conocido como reino de Nápoles, hasta 1382.
Los nietos de Carlos I de Sicilia establecieron las ramas secundarias de Anjou-Hungría, en la figura de Carlos I Roberto de Hungría, quien gobernó el reino húngaro entre 1308 y 1342. Posteriormente, su hijo Luis I de Hungría lo sucedió en el trono y reinó desde 1342 hasta 1382. El otro hijo de Carlos Roberto fue comprometido en matrimonio con la reina Juana I de Nápoles y brevemente antes de ser asesinado fue coronado como Andrés I de Nápoles (1343-1345). Tras la muerte de Luis I "el Grande", su hija lo sucedió en el trono como María I de Hungría y reinó entre 1382 y 1395. Por otra parte, la hermana de María reinó como Santa Eduviges I de Polonia entre 1382 y 1399.
Por otra parte, la rama de Anjou-Tarento, que gobernó en los remanentes del Imperio latino (1313-1374), y la rama de Anjou-Durazzo, que reinó en Nápoles (1382-1435) y Hungría (1385-1386).

## Rama principal
- Carlos de Anjou

Rey de Sicilia (1266-1285), rey de Albania (1272-1285), rey titular de Jerusalén (1277-1285), príncipe de Acaya (1278-1285), conde de Provenza y Forcalquier (1246-1285) y conde de Anjou y Maine (1247-1285).
Fue hijo póstumo de Luis VIII de Francia y de Blanca de Castilla. Cuando su hermano Luis IX de Francia le otorgó en apanage en 1247, los condados de Anjou y Maine, se convirtió en el fundador de la Segunda Casa de Anjou o Casa Capeta de Anjou. Como fundador de esta rama, colocó como brisura un lambel de gules sobre el esmalte azur sembrado con flores de lis en el nuevo emblema de su Casa y que se convertiría en el de su reino siciliano. En 1277, compró los derechos del Reino de Jerusalén y partió su escudo con el de Jerusalén.
- Carlos II de Anjou:

Rey de Nápoles (1285-1309), rey de Albania (1285-1301), rey titular de Jerusalén (1285-1309), príncipe de Acaya (1285-1289), conde de Provenza y Forcalquier (1285-1309) y conde de Anjou y Maine (1273-1290).

## Genealogía
|                    |                    |                    |                    |                                |                                |                                |                                |                                |                                |                       |                       |                     |                     |                          |                          |                          |                          |                          |                          |                    |                    |                    |                    |                      |                      |                      |                      |                      |                      |  |  |                  |                  |                  |                  |                        |                        |                        |                        |                        |                        |                      |                      |                      |                      |                       |                       |                       |                       |                       |                       |                     |                     |                     |                     |                     |                     | Luis VIII de Francia |                     |                    |                    |                       |                       |                       |                       |                       |                       |                       |                       |                    |                    |                        |                      |                      |                      |                      |                      |                       |                       |                       |                       |                       |                       |  |  |  |  |  |  |  |  |  |  |  |  |  |  |  |  |  |  |  |  |
|                    |                    |                    |                    |                                |                                |                                |                                |                                |                                |                       |                       |                     |                     |                          |                          |                          |                          |                          |                          |                    |                    |                    |                    |                      |                      |                      |                      |                      |                      |  |  |                  |                  |                  |                  |                        |                        |                        |                        |                        |                        |                      |                      |                      |                      |                       |                       |                       |                       |                       |                       |                     |                     |                     |                     |                     |                     |                      |                     |                    |                    |                       |                       |                       |                       |                       |                       |                       |                       |                    |                    |                        |                      |                      |                      |                      |                      |                       |                       |                       |                       |                       |                       |  |  |  |  |  |  |  |  |  |  |  |  |  |  |  |  |  |  |  |  |
|                    |                    |                    |                    |                                |                                |                                |                                |                                |                                |                       |                       |                     |                     |                          |                          |                          |                          |                          |                          |                    |                    |                    |                    |                      |                      |                      |                      |                      |                      |  |  |                  |                  |                  |                  |                        |                        |                        |                        |                        |                        |                      |                      |                      |                      |                       |                       |                       |                       |                       |                       |                     |                     |                     |                     |                     |                     |                      |                     |                    |                    |                       |                       |                       |                       |                       |                       |                       |                       |                    |                    |                        |                      |                      |                      |                      |                      |                       |                       |                       |                       |                       |                       |  |  |  |  |  |  |  |  |  |  |  |  |  |  |  |  |  |  |  |  |
|                    |                    |                    |                    |                                |                                |                                |                                |                                |                                |                       |                       |                     |                     |                          |                          |                          |                          |                          |                          |                    |                    |                    |                    |                      |                      |                      |                      |                      |                      |  |  |                  |                  |                  |                  |                        |                        |                        |                        |                        |                        |                      |                      |                      |                      |                       |                       |                       |                       |                       |                       |                     |                     |                     |                     |                     |                     |                      |                     |                    |                    |                       |                       |                       |                       |                       |                       |                       |                       |                    |                    |                        |                      |                      |                      |                      |                      |                       |                       |                       |                       |                       |                       |  |  |  |  |  |  |  |  |  |  |  |  |  |  |  |  |  |  |  |  |
|                    |                    |                    |                    |                                |                                |                                |                                |                                |                                |                       |                       |                     |                     |                          |                          |                          |                          |                          |                          |                    |                    |                    |                    |                      |                      |                      |                      |                      |                      |  |  |                  |                  |                  |                  | Dinastía Anjou-Sicilia | Dinastía Anjou-Sicilia | Dinastía Anjou-Sicilia | Dinastía Anjou-Sicilia | Dinastía Anjou-Sicilia | Dinastía Anjou-Sicilia |                      |                      |                      |                      |                       |                       |                       |                       |                       |                       |                     |                     |                     |                     |                     |                     |                      |                     |                    |                    |                       |                       |                       |                       |                       |                       |                       |                       |                    |                    |                        |                      |                      |                      |                      |                      | Dinastía Capeta       | Dinastía Capeta       | Dinastía Capeta       | Dinastía Capeta       | Dinastía Capeta       | Dinastía Capeta       |  |  |  |  |  |  |  |  |  |  |  |  |  |  |  |  |  |  |  |  |
|                    |                    |                    |                    |                                |                                |                                |                                |                                |                                |                       |                       |                     |                     |                          |                          |                          |                          |                          |                          |                    |                    |                    |                    |                      |                      |                      |                      |                      |                      |  |  |                  |                  |                  |                  | Dinastía Anjou-Sicilia | Dinastía Anjou-Sicilia | Dinastía Anjou-Sicilia | Dinastía Anjou-Sicilia | Dinastía Anjou-Sicilia | Dinastía Anjou-Sicilia |                      |                      |                      |                      |                       |                       |                       |                       |                       |                       |                     |                     |                     |                     |                     |                     |                      |                     |                    |                    |                       |                       |                       |                       |                       |                       |                       |                       |                    |                    |                        |                      |                      |                      |                      |                      | Dinastía Capeta       | Dinastía Capeta       | Dinastía Capeta       | Dinastía Capeta       | Dinastía Capeta       | Dinastía Capeta       |  |  |  |  |  |  |  |  |  |  |  |  |  |  |  |  |  |  |  |  |
|                    |                    |                    |                    |                                |                                |                                |                                |                                |                                |                       |                       |                     |                     |                          |                          |                          |                          |                          |                          |                    |                    |                    |                    |                      |                      |                      |                      |                      |                      |  |  |                  |                  |                  |                  | Carlos de Anjou        | Carlos de Anjou        | Carlos de Anjou        | Carlos de Anjou        | Carlos de Anjou        | Carlos de Anjou        |                      |                      |                      |                      |                       |                       |                       |                       |                       |                       |                     |                     |                     |                     |                     |                     |                      |                     |                    |                    |                       |                       |                       |                       |                       |                       |                       |                       |                    |                    |                        |                      |                      |                      |                      |                      | Luis IX de Francia    | Luis IX de Francia    | Luis IX de Francia    | Luis IX de Francia    | Luis IX de Francia    | Luis IX de Francia    |  |  |  |  |  |  |  |  |  |  |  |  |  |  |  |  |  |  |  |  |
|                    |                    |                    |                    |                                |                                |                                |                                |                                |                                |                       |                       |                     |                     |                          |                          |                          |                          |                          |                          |                    |                    |                    |                    |                      |                      |                      |                      |                      |                      |  |  |                  |                  |                  |                  | Carlos de Anjou        | Carlos de Anjou        | Carlos de Anjou        | Carlos de Anjou        | Carlos de Anjou        | Carlos de Anjou        |                      |                      |                      |                      |                       |                       |                       |                       |                       |                       |                     |                     |                     |                     |                     |                     |                      |                     |                    |                    |                       |                       |                       |                       |                       |                       |                       |                       |                    |                    |                        |                      |                      |                      |                      |                      | Luis IX de Francia    | Luis IX de Francia    | Luis IX de Francia    | Luis IX de Francia    | Luis IX de Francia    | Luis IX de Francia    |  |  |  |  |  |  |  |  |  |  |  |  |  |  |  |  |  |  |  |  |
|                    |                    |                    |                    |                                |                                |                                |                                |                                |                                |                       |                       |                     |                     |                          |                          |                          |                          |                          |                          |                    |                    |                    |                    |                      |                      |                      |                      |                      |                      |  |  |                  |                  |                  |                  | Carlos II de Anjou     | Carlos II de Anjou     | Carlos II de Anjou     | Carlos II de Anjou     | Carlos II de Anjou     | Carlos II de Anjou     |                      |                      |                      |                      |                       |                       |                       |                       |                       |                       |                     |                     |                     |                     |                     |                     |                      |                     |                    |                    |                       |                       |                       |                       |                       |                       |                       |                       |                    |                    |                        |                      |                      |                      |                      |                      | Felipe III de Francia | Felipe III de Francia | Felipe III de Francia | Felipe III de Francia | Felipe III de Francia | Felipe III de Francia |  |  |  |  |  |  |  |  |  |  |  |  |  |  |  |  |  |  |  |  |
|                    |                    |                    |                    |                                |                                |                                |                                |                                |                                |                       |                       |                     |                     |                          |                          |                          |                          |                          |                          |                    |                    |                    |                    |                      |                      |                      |                      |                      |                      |  |  |                  |                  |                  |                  | Carlos II de Anjou     | Carlos II de Anjou     | Carlos II de Anjou     | Carlos II de Anjou     | Carlos II de Anjou     | Carlos II de Anjou     |                      |                      |                      |                      |                       |                       |                       |                       |                       |                       |                     |                     |                     |                     |                     |                     |                      |                     |                    |                    |                       |                       |                       |                       |                       |                       |                       |                       |                    |                    |                        |                      |                      |                      |                      |                      | Felipe III de Francia | Felipe III de Francia | Felipe III de Francia | Felipe III de Francia | Felipe III de Francia | Felipe III de Francia |  |  |  |  |  |  |  |  |  |  |  |  |  |  |  |  |  |  |  |  |
|                    |                    |                    |                    |                                |                                |                                |                                |                                |                                |                       |                       |                     |                     |                          |                          |                          |                          |                          |                          |                    |                    |                    |                    |                      |                      |                      |                      |                      |                      |  |  |                  |                  |                  |                  |                        |                        |                        |                        |                        |                        |                      |                      |                      |                      |                       |                       |                       |                       |                       |                       |                     |                     |                     |                     |                     |                     |                      |                     |                    |                    |                       |                       |                       |                       |                       |                       |                       |                       |                    |                    |                        |                      |                      |                      |                      |                      |                       |                       |                       |                       |                       |                       |  |  |  |  |  |  |  |  |  |  |  |  |  |  |  |  |  |  |  |  |
|                    |                    |                    |                    | Carlos Martel de Anjou-Sicilia | Carlos Martel de Anjou-Sicilia | Carlos Martel de Anjou-Sicilia | Carlos Martel de Anjou-Sicilia | Carlos Martel de Anjou-Sicilia | Carlos Martel de Anjou-Sicilia |                       |                       |                     |                     |                          |                          |                          |                          |                          |                          |                    |                    |                    |                    | Roberto I de Nápoles | Roberto I de Nápoles | Roberto I de Nápoles | Roberto I de Nápoles | Roberto I de Nápoles | Roberto I de Nápoles |  |  |                  |                  |                  |                  |                        |                        |                        |                        |                        |                        | Felipe I de Tarento  | Felipe I de Tarento  | Felipe I de Tarento  | Felipe I de Tarento  | Felipe I de Tarento   | Felipe I de Tarento   |                       |                       |                       |                       |                     |                     |                     |                     |                     |                     | Juan I de Durazzo    | Juan I de Durazzo   | Juan I de Durazzo  | Juan I de Durazzo  | Juan I de Durazzo     | Juan I de Durazzo     |                       |                       | Margarita de Anjou    | Margarita de Anjou    | Margarita de Anjou    | Margarita de Anjou    | Margarita de Anjou | Margarita de Anjou |                        |                      |                      |                      |                      |                      | Carlos de Valois      | Carlos de Valois      | Carlos de Valois      | Carlos de Valois      | Carlos de Valois      | Carlos de Valois      |  |  |  |  |  |  |  |  |  |  |  |  |  |  |  |  |  |  |  |  |
|                    |                    |                    |                    | Carlos Martel de Anjou-Sicilia | Carlos Martel de Anjou-Sicilia | Carlos Martel de Anjou-Sicilia | Carlos Martel de Anjou-Sicilia | Carlos Martel de Anjou-Sicilia | Carlos Martel de Anjou-Sicilia |                       |                       |                     |                     |                          |                          |                          |                          |                          |                          |                    |                    |                    |                    | Roberto I de Nápoles | Roberto I de Nápoles | Roberto I de Nápoles | Roberto I de Nápoles | Roberto I de Nápoles | Roberto I de Nápoles |  |  |                  |                  |                  |                  |                        |                        |                        |                        |                        |                        | Felipe I de Tarento  | Felipe I de Tarento  | Felipe I de Tarento  | Felipe I de Tarento  | Felipe I de Tarento   | Felipe I de Tarento   |                       |                       |                       |                       |                     |                     |                     |                     |                     |                     | Juan I de Durazzo    | Juan I de Durazzo   | Juan I de Durazzo  | Juan I de Durazzo  | Juan I de Durazzo     | Juan I de Durazzo     |                       |                       | Margarita de Anjou    | Margarita de Anjou    | Margarita de Anjou    | Margarita de Anjou    | Margarita de Anjou | Margarita de Anjou |                        |                      |                      |                      |                      |                      | Carlos de Valois      | Carlos de Valois      | Carlos de Valois      | Carlos de Valois      | Carlos de Valois      | Carlos de Valois      |  |  |  |  |  |  |  |  |  |  |  |  |  |  |  |  |  |  |  |  |
|                    |                    |                    |                    |                                |                                |                                |                                |                                |                                |                       |                       |                     |                     |                          |                          |                          |                          |                          |                          |                    |                    |                    |                    |                      |                      |                      |                      |                      |                      |  |  |                  |                  |                  |                  |                        |                        |                        |                        |                        |                        |                      |                      |                      |                      |                       |                       |                       |                       |                       |                       |                     |                     |                     |                     |                     |                     |                      |                     |                    |                    |                       |                       |                       |                       |                       |                       |                       |                       |                    |                    |                        |                      |                      |                      |                      |                      |                       |                       |                       |                       |                       |                       |  |  |  |  |  |  |  |  |  |  |  |  |  |  |  |  |  |  |  |  |
|                    |                    |                    |                    |                                |                                |                                |                                |                                |                                |                       |                       |                     |                     |                          |                          |                          |                          |                          |                          |                    |                    |                    |                    |                      |                      |                      |                      |                      |                      |  |  |                  |                  |                  |                  |                        |                        |                        |                        |                        |                        |                      |                      |                      |                      |                       |                       |                       |                       |                       |                       |                     |                     |                     |                     |                     |                     |                      |                     |                    |                    |                       |                       |                       |                       |                       |                       |                       |                       |                    |                    |                        |                      |                      |                      |                      |                      |                       |                       |                       |                       |                       |                       |  |  |  |  |  |  |  |  |  |  |  |  |  |  |  |  |  |  |  |  |
|                    |                    |                    |                    |                                |                                |                                |                                |                                |                                |                       |                       |                     |                     |                          |                          |                          |                          |                          |                          |                    |                    |                    |                    |                      |                      |                      |                      |                      |                      |  |  |                  |                  |                  |                  |                        |                        |                        |                        |                        |                        |                      |                      |                      |                      |                       |                       |                       |                       |                       |                       |                     |                     |                     |                     |                     |                     |                      |                     |                    |                    |                       |                       |                       |                       |                       |                       |                       |                       |                    |                    | Dinastía Valois        |                      |                      |                      |                      |                      |                       |                       |                       |                       |                       |                       |  |  |  |  |  |  |  |  |  |  |  |  |  |  |  |  |  |  |  |  |
|                    |                    |                    |                    |                                |                                |                                |                                |                                |                                |                       |                       |                     |                     |                          |                          |                          |                          |                          |                          |                    |                    |                    |                    |                      |                      |                      |                      |                      |                      |  |  |                  |                  |                  |                  |                        |                        |                        |                        |                        |                        |                      |                      |                      |                      |                       |                       |                       |                       |                       |                       |                     |                     |                     |                     |                     |                     |                      |                     |                    |                    |                       |                       |                       |                       |                       |                       |                       |                       |                    |                    |                        |                      |                      |                      |                      |                      |                       |                       |                       |                       |                       |                       |  |  |  |  |  |  |  |  |  |  |  |  |  |  |  |  |  |  |  |  |
|                    |                    |                    |                    | Carlos I Roberto de Hungría    | Carlos I Roberto de Hungría    | Carlos I Roberto de Hungría    | Carlos I Roberto de Hungría    | Carlos I Roberto de Hungría    | Carlos I Roberto de Hungría    |                       |                       |                     |                     |                          |                          |                          |                          |                          |                          |                    |                    |                    |                    | Carlos de Calabria   | Carlos de Calabria   | Carlos de Calabria   | Carlos de Calabria   | Carlos de Calabria   | Carlos de Calabria   |  |  |                  |                  |                  |                  | Luis de Tarento        | Luis de Tarento        | Luis de Tarento        | Luis de Tarento        | Luis de Tarento        | Luis de Tarento        | Felipe II de Tarento | Felipe II de Tarento | Felipe II de Tarento | Felipe II de Tarento | Felipe II de Tarento  | Felipe II de Tarento  | Roberto de Tarento    | Roberto de Tarento    | Roberto de Tarento    | Roberto de Tarento    | Roberto de Tarento  | Roberto de Tarento  |                     |                     | Carlos de Durazzo   | Carlos de Durazzo   | Carlos de Durazzo    | Carlos de Durazzo   | Carlos de Durazzo  | Carlos de Durazzo  | Luis de Gravina       | Luis de Gravina       | Luis de Gravina       | Luis de Gravina       | Luis de Gravina       | Luis de Gravina       |                       |                       |                    |                    | Felipe VI de Francia   | Felipe VI de Francia | Felipe VI de Francia | Felipe VI de Francia | Felipe VI de Francia | Felipe VI de Francia |                       |                       |                       |                       |                       |                       |  |  |  |  |  |  |  |  |  |  |  |  |  |  |  |  |  |  |  |  |
|                    |                    |                    |                    | Carlos I Roberto de Hungría    | Carlos I Roberto de Hungría    | Carlos I Roberto de Hungría    | Carlos I Roberto de Hungría    | Carlos I Roberto de Hungría    | Carlos I Roberto de Hungría    |                       |                       |                     |                     |                          |                          |                          |                          |                          |                          |                    |                    |                    |                    | Carlos de Calabria   | Carlos de Calabria   | Carlos de Calabria   | Carlos de Calabria   | Carlos de Calabria   | Carlos de Calabria   |  |  |                  |                  |                  |                  | Luis de Tarento        | Luis de Tarento        | Luis de Tarento        | Luis de Tarento        | Luis de Tarento        | Luis de Tarento        | Felipe II de Tarento | Felipe II de Tarento | Felipe II de Tarento | Felipe II de Tarento | Felipe II de Tarento  | Felipe II de Tarento  | Roberto de Tarento    | Roberto de Tarento    | Roberto de Tarento    | Roberto de Tarento    | Roberto de Tarento  | Roberto de Tarento  |                     |                     | Carlos de Durazzo   | Carlos de Durazzo   | Carlos de Durazzo    | Carlos de Durazzo   | Carlos de Durazzo  | Carlos de Durazzo  | Luis de Gravina       | Luis de Gravina       | Luis de Gravina       | Luis de Gravina       | Luis de Gravina       | Luis de Gravina       |                       |                       |                    |                    | Felipe VI de Francia   | Felipe VI de Francia | Felipe VI de Francia | Felipe VI de Francia | Felipe VI de Francia | Felipe VI de Francia |                       |                       |                       |                       |                       |                       |  |  |  |  |  |  |  |  |  |  |  |  |  |  |  |  |  |  |  |  |
|                    |                    |                    |                    |                                |                                |                                |                                |                                |                                |                       |                       |                     |                     |                          |                          |                          |                          |                          |                          |                    |                    |                    |                    |                      |                      |                      |                      |                      |                      |  |  |                  |                  |                  |                  |                        |                        |                        |                        |                        |                        |                      |                      |                      |                      |                       |                       |                       |                       |                       |                       |                     |                     |                     |                     |                     |                     |                      |                     |                    |                    |                       |                       |                       |                       |                       |                       |                       |                       |                    |                    |                        |                      |                      |                      |                      |                      |                       |                       |                       |                       |                       |                       |  |  |  |  |  |  |  |  |  |  |  |  |  |  |  |  |  |  |  |  |
|                    |                    |                    |                    |                                |                                |                                |                                |                                |                                |                       |                       |                     |                     |                          |                          |                          |                          |                          |                          |                    |                    |                    |                    |                      |                      |                      |                      |                      |                      |  |  |                  |                  |                  |                  |                        |                        |                        |                        |                        |                        |                      |                      |                      |                      |                       |                       |                       |                       |                       |                       |                     |                     |                     |                     |                     |                     |                      |                     |                    |                    |                       |                       |                       |                       |                       |                       |                       |                       |                    |                    |                        |                      |                      |                      |                      |                      |                       |                       |                       |                       |                       |                       |  |  |  |  |  |  |  |  |  |  |  |  |  |  |  |  |  |  |  |  |
|                    |                    | Luis I de Hungría  | Luis I de Hungría  | Luis I de Hungría              | Luis I de Hungría              | Luis I de Hungría              | Luis I de Hungría              | Andrés I de Nápoles            | Andrés I de Nápoles            | Andrés I de Nápoles   | Andrés I de Nápoles   | Andrés I de Nápoles | Andrés I de Nápoles |                          |                          |                          |                          |                          |                          | Juana I de Nápoles | Juana I de Nápoles | Juana I de Nápoles | Juana I de Nápoles | Juana I de Nápoles   | Juana I de Nápoles   |                      |                      |                      |                      |  |  | María de Nápoles | María de Nápoles | María de Nápoles | María de Nápoles | María de Nápoles       | María de Nápoles       |                        |                        |                        |                        |                      |                      |                      |                      |                       |                       |                       |                       |                       |                       |                     |                     |                     |                     |                     |                     |                      |                     |                    |                    | Carlos III de Nápoles | Carlos III de Nápoles | Carlos III de Nápoles | Carlos III de Nápoles | Carlos III de Nápoles | Carlos III de Nápoles |                       |                       |                    |                    | Juan II de Francia     | Juan II de Francia   | Juan II de Francia   | Juan II de Francia   | Juan II de Francia   | Juan II de Francia   |                       |                       |                       |                       |                       |                       |  |  |  |  |  |  |  |  |  |  |  |  |  |  |  |  |  |  |  |  |
|                    |                    | Luis I de Hungría  | Luis I de Hungría  | Luis I de Hungría              | Luis I de Hungría              | Luis I de Hungría              | Luis I de Hungría              | Andrés I de Nápoles            | Andrés I de Nápoles            | Andrés I de Nápoles   | Andrés I de Nápoles   | Andrés I de Nápoles | Andrés I de Nápoles |                          |                          |                          |                          |                          |                          | Juana I de Nápoles | Juana I de Nápoles | Juana I de Nápoles | Juana I de Nápoles | Juana I de Nápoles   | Juana I de Nápoles   |                      |                      |                      |                      |  |  | María de Nápoles | María de Nápoles | María de Nápoles | María de Nápoles | María de Nápoles       | María de Nápoles       |                        |                        |                        |                        |                      |                      |                      |                      |                       |                       |                       |                       |                       |                       |                     |                     |                     |                     |                     |                     |                      |                     |                    |                    | Carlos III de Nápoles | Carlos III de Nápoles | Carlos III de Nápoles | Carlos III de Nápoles | Carlos III de Nápoles | Carlos III de Nápoles |                       |                       |                    |                    | Juan II de Francia     | Juan II de Francia   | Juan II de Francia   | Juan II de Francia   | Juan II de Francia   | Juan II de Francia   |                       |                       |                       |                       |                       |                       |  |  |  |  |  |  |  |  |  |  |  |  |  |  |  |  |  |  |  |  |
|                    |                    |                    |                    |                                |                                |                                |                                |                                |                                |                       |                       |                     |                     |                          |                          |                          |                          |                          |                          |                    |                    |                    |                    |                      |                      |                      |                      |                      |                      |  |  |                  |                  |                  |                  |                        |                        |                        |                        |                        |                        |                      |                      |                      |                      |                       |                       |                       |                       |                       |                       |                     |                     |                     |                     |                     |                     |                      |                     |                    |                    |                       |                       |                       |                       |                       |                       |                       |                       |                    |                    |                        |                      |                      |                      |                      |                      |                       |                       |                       |                       |                       |                       |  |  |  |  |  |  |  |  |  |  |  |  |  |  |  |  |  |  |  |  |
|                    |                    |                    |                    |                                |                                |                                |                                |                                |                                |                       |                       |                     |                     |                          |                          |                          |                          |                          |                          |                    |                    |                    |                    |                      |                      |                      |                      |                      |                      |  |  |                  |                  |                  |                  |                        |                        |                        |                        |                        |                        |                      |                      |                      |                      |                       |                       |                       |                       |                       |                       |                     |                     |                     |                     |                     |                     |                      |                     |                    |                    |                       |                       |                       |                       |                       |                       |                       |                       |                    |                    |                        |                      |                      |                      |                      |                      |                       |                       |                       |                       |                       |                       |  |  |  |  |  |  |  |  |  |  |  |  |  |  |  |  |  |  |  |  |
|                    |                    |                    |                    |                                |                                |                                |                                |                                |                                |                       |                       |                     |                     |                          |                          |                          |                          |                          |                          |                    |                    |                    |                    |                      |                      |                      |                      |                      |                      |  |  |                  |                  |                  |                  |                        |                        |                        |                        |                        |                        |                      |                      |                      |                      |                       |                       |                       |                       |                       |                       |                     |                     |                     |                     |                     |                     |                      |                     |                    |                    |                       |                       |                       |                       |                       |                       |                       |                       |                    |                    |                        |                      |                      |                      |                      |                      |                       |                       |                       |                       |                       |                       |  |  |  |  |  |  |  |  |  |  |  |  |  |  |  |  |  |  |  |  |
|                    |                    |                    |                    |                                |                                |                                |                                |                                |                                |                       |                       |                     |                     |                          |                          |                          |                          |                          |                          |                    |                    |                    |                    |                      |                      |                      |                      |                      |                      |  |  |                  |                  |                  |                  |                        |                        |                        |                        |                        |                        |                      |                      |                      |                      |                       |                       |                       |                       |                       |                       |                     |                     |                     |                     |                     |                     |                      |                     |                    |                    |                       |                       | Dinastía Valois-Anjou | Dinastía Valois-Anjou | Dinastía Valois-Anjou | Dinastía Valois-Anjou | Dinastía Valois-Anjou | Dinastía Valois-Anjou |                    |                    |                        |                      |                      |                      |                      |                      | Dinastía Valois       | Dinastía Valois       | Dinastía Valois       | Dinastía Valois       | Dinastía Valois       | Dinastía Valois       |  |  |  |  |  |  |  |  |  |  |  |  |  |  |  |  |  |  |  |  |
|                    |                    |                    |                    |                                |                                |                                |                                |                                |                                |                       |                       |                     |                     |                          |                          |                          |                          |                          |                          |                    |                    |                    |                    |                      |                      |                      |                      |                      |                      |  |  |                  |                  |                  |                  |                        |                        |                        |                        |                        |                        |                      |                      |                      |                      |                       |                       |                       |                       |                       |                       |                     |                     |                     |                     |                     |                     |                      |                     |                    |                    |                       |                       | Dinastía Valois-Anjou | Dinastía Valois-Anjou | Dinastía Valois-Anjou | Dinastía Valois-Anjou | Dinastía Valois-Anjou | Dinastía Valois-Anjou |                    |                    |                        |                      |                      |                      |                      |                      | Dinastía Valois       | Dinastía Valois       | Dinastía Valois       | Dinastía Valois       | Dinastía Valois       | Dinastía Valois       |  |  |  |  |  |  |  |  |  |  |  |  |  |  |  |  |  |  |  |  |
| María I de Hungría | María I de Hungría | María I de Hungría | María I de Hungría | María I de Hungría             | María I de Hungría             | Eduviges I de Polonia          | Eduviges I de Polonia          | Eduviges I de Polonia          | Eduviges I de Polonia          | Eduviges I de Polonia | Eduviges I de Polonia |                     |                     | Carlos Martel de Nápoles | Carlos Martel de Nápoles | Carlos Martel de Nápoles | Carlos Martel de Nápoles | Carlos Martel de Nápoles | Carlos Martel de Nápoles |                    |                    |                    |                    |                      |                      |                      |                      |                      |                      |  |  |                  |                  |                  |                  |                        |                        |                        |                        |                        |                        | Margarita de Durazzo | Margarita de Durazzo | Margarita de Durazzo | Margarita de Durazzo | Margarita de Durazzo  | Margarita de Durazzo  |                       |                       |                       |                       |                     |                     |                     |                     |                     |                     |                      |                     |                    |                    |                       |                       | Luis I de Anjou       | Luis I de Anjou       | Luis I de Anjou       | Luis I de Anjou       | Luis I de Anjou       | Luis I de Anjou       |                    |                    |                        |                      |                      |                      |                      |                      | Carlos V de Francia   | Carlos V de Francia   | Carlos V de Francia   | Carlos V de Francia   | Carlos V de Francia   | Carlos V de Francia   |  |  |  |  |  |  |  |  |  |  |  |  |  |  |  |  |  |  |  |  |
| María I de Hungría | María I de Hungría | María I de Hungría | María I de Hungría | María I de Hungría             | María I de Hungría             | Eduviges I de Polonia          | Eduviges I de Polonia          | Eduviges I de Polonia          | Eduviges I de Polonia          | Eduviges I de Polonia | Eduviges I de Polonia |                     |                     | Carlos Martel de Nápoles | Carlos Martel de Nápoles | Carlos Martel de Nápoles | Carlos Martel de Nápoles | Carlos Martel de Nápoles | Carlos Martel de Nápoles |                    |                    |                    |                    |                      |                      |                      |                      |                      |                      |  |  |                  |                  |                  |                  |                        |                        |                        |                        |                        |                        | Margarita de Durazzo | Margarita de Durazzo | Margarita de Durazzo | Margarita de Durazzo | Margarita de Durazzo  | Margarita de Durazzo  |                       |                       |                       |                       |                     |                     |                     |                     |                     |                     |                      |                     |                    |                    |                       |                       | Luis I de Anjou       | Luis I de Anjou       | Luis I de Anjou       | Luis I de Anjou       | Luis I de Anjou       | Luis I de Anjou       |                    |                    |                        |                      |                      |                      |                      |                      | Carlos V de Francia   | Carlos V de Francia   | Carlos V de Francia   | Carlos V de Francia   | Carlos V de Francia   | Carlos V de Francia   |  |  |  |  |  |  |  |  |  |  |  |  |  |  |  |  |  |  |  |  |
|                    |                    |                    |                    |                                |                                |                                |                                |                                |                                |                       |                       |                     |                     |                          |                          |                          |                          |                          |                          |                    |                    |                    |                    |                      |                      |                      |                      |                      |                      |  |  |                  |                  |                  |                  |                        |                        |                        |                        |                        |                        |                      |                      |                      |                      |                       |                       |                       |                       |                       |                       |                     |                     |                     |                     |                     |                     |                      |                     |                    |                    |                       |                       |                       |                       |                       |                       |                       |                       |                    |                    |                        |                      |                      |                      |                      |                      |                       |                       |                       |                       |                       |                       |  |  |  |  |  |  |  |  |  |  |  |  |  |  |  |  |  |  |  |  |
|                    |                    |                    |                    |                                |                                |                                |                                |                                |                                |                       |                       |                     |                     |                          |                          |                          |                          |                          |                          |                    |                    |                    |                    |                      |                      |                      |                      |                      |                      |  |  |                  |                  |                  |                  |                        |                        |                        |                        |                        |                        |                      |                      |                      |                      |                       |                       |                       |                       |                       |                       |                     |                     |                     |                     |                     |                     |                      |                     |                    |                    |                       |                       |                       |                       |                       |                       |                       |                       |                    |                    |                        |                      |                      |                      |                      |                      |                       |                       |                       |                       |                       |                       |  |  |  |  |  |  |  |  |  |  |  |  |  |  |  |  |  |  |  |  |
|                    |                    |                    |                    |                                |                                |                                |                                |                                |                                |                       |                       |                     |                     |                          |                          |                          |                          |                          |                          |                    |                    |                    |                    |                      |                      |                      |                      |                      |                      |  |  |                  |                  |                  |                  |                        |                        |                        |                        |                        |                        |                      |                      |                      |                      | Ladislao I de Nápoles | Ladislao I de Nápoles | Ladislao I de Nápoles | Ladislao I de Nápoles | Ladislao I de Nápoles | Ladislao I de Nápoles |                     |                     | Juana II de Nápoles | Juana II de Nápoles | Juana II de Nápoles | Juana II de Nápoles | Juana II de Nápoles  | Juana II de Nápoles |                    |                    |                       |                       | Luis II de Nápoles    | Luis II de Nápoles    | Luis II de Nápoles    | Luis II de Nápoles    | Luis II de Nápoles    | Luis II de Nápoles    |                    |                    |                        |                      |                      |                      |                      |                      | Carlos VI de Francia  | Carlos VI de Francia  | Carlos VI de Francia  | Carlos VI de Francia  | Carlos VI de Francia  | Carlos VI de Francia  |  |  |  |  |  |  |  |  |  |  |  |  |  |  |  |  |  |  |  |  |
|                    |                    |                    |                    |                                |                                |                                |                                |                                |                                |                       |                       |                     |                     |                          |                          |                          |                          |                          |                          |                    |                    |                    |                    |                      |                      |                      |                      |                      |                      |  |  |                  |                  |                  |                  |                        |                        |                        |                        |                        |                        |                      |                      |                      |                      | Ladislao I de Nápoles | Ladislao I de Nápoles | Ladislao I de Nápoles | Ladislao I de Nápoles | Ladislao I de Nápoles | Ladislao I de Nápoles |                     |                     | Juana II de Nápoles | Juana II de Nápoles | Juana II de Nápoles | Juana II de Nápoles | Juana II de Nápoles  | Juana II de Nápoles |                    |                    |                       |                       | Luis II de Nápoles    | Luis II de Nápoles    | Luis II de Nápoles    | Luis II de Nápoles    | Luis II de Nápoles    | Luis II de Nápoles    |                    |                    |                        |                      |                      |                      |                      |                      | Carlos VI de Francia  | Carlos VI de Francia  | Carlos VI de Francia  | Carlos VI de Francia  | Carlos VI de Francia  | Carlos VI de Francia  |  |  |  |  |  |  |  |  |  |  |  |  |  |  |  |  |  |  |  |  |
|                    |                    |                    |                    |                                |                                |                                |                                |                                |                                |                       |                       |                     |                     |                          |                          |                          |                          |                          |                          |                    |                    |                    |                    |                      |                      |                      |                      |                      |                      |  |  |                  |                  |                  |                  |                        |                        |                        |                        |                        |                        |                      |                      |                      |                      |                       |                       |                       |                       |                       |                       |                     |                     |                     |                     |                     |                     |                      |                     |                    |                    |                       |                       |                       |                       |                       |                       |                       |                       |                    |                    |                        |                      |                      |                      |                      |                      |                       |                       |                       |                       |                       |                       |  |  |  |  |  |  |  |  |  |  |  |  |  |  |  |  |  |  |  |  |
|                    |                    |                    |                    |                                |                                |                                |                                |                                |                                |                       |                       |                     |                     |                          |                          |                          |                          |                          |                          |                    |                    |                    |                    |                      |                      |                      |                      |                      |                      |  |  |                  |                  |                  |                  |                        |                        |                        |                        |                        |                        |                      |                      |                      |                      |                       |                       | Luis III de Nápoles   | Luis III de Nápoles   | Luis III de Nápoles   | Luis III de Nápoles   | Luis III de Nápoles | Luis III de Nápoles | Renato I de Nápoles | Renato I de Nápoles | Renato I de Nápoles | Renato I de Nápoles | Renato I de Nápoles  | Renato I de Nápoles | Carlos IV de Maine | Carlos IV de Maine | Carlos IV de Maine    | Carlos IV de Maine    | Carlos IV de Maine    | Carlos IV de Maine    | María de Anjou        | María de Anjou        | María de Anjou        | María de Anjou        | María de Anjou     | María de Anjou     |                        |                      |                      |                      |                      |                      | Carlos VII de Francia | Carlos VII de Francia | Carlos VII de Francia | Carlos VII de Francia | Carlos VII de Francia | Carlos VII de Francia |  |  |  |  |  |  |  |  |  |  |  |  |  |  |  |  |  |  |  |  |
|                    |                    |                    |                    |                                |                                |                                |                                |                                |                                |                       |                       |                     |                     |                          |                          |                          |                          |                          |                          |                    |                    |                    |                    |                      |                      |                      |                      |                      |                      |  |  |                  |                  |                  |                  |                        |                        |                        |                        |                        |                        |                      |                      |                      |                      |                       |                       | Luis III de Nápoles   | Luis III de Nápoles   | Luis III de Nápoles   | Luis III de Nápoles   | Luis III de Nápoles | Luis III de Nápoles | Renato I de Nápoles | Renato I de Nápoles | Renato I de Nápoles | Renato I de Nápoles | Renato I de Nápoles  | Renato I de Nápoles | Carlos IV de Maine | Carlos IV de Maine | Carlos IV de Maine    | Carlos IV de Maine    | Carlos IV de Maine    | Carlos IV de Maine    | María de Anjou        | María de Anjou        | María de Anjou        | María de Anjou        | María de Anjou     | María de Anjou     |                        |                      |                      |                      |                      |                      | Carlos VII de Francia | Carlos VII de Francia | Carlos VII de Francia | Carlos VII de Francia | Carlos VII de Francia | Carlos VII de Francia |  |  |  |  |  |  |  |  |  |  |  |  |  |  |  |  |  |  |  |  |
|                    |                    |                    |                    |                                |                                |                                |                                |                                |                                |                       |                       |                     |                     |                          |                          |                          |                          |                          |                          |                    |                    |                    |                    |                      |                      |                      |                      |                      |                      |  |  |                  |                  |                  |                  |                        |                        |                        |                        |                        |                        |                      |                      |                      |                      |                       |                       |                       |                       |                       |                       |                     |                     |                     |                     |                     |                     |                      |                     |                    |                    |                       |                       |                       |                       |                       |                       |                       |                       |                    |                    |                        |                      |                      |                      |                      |                      |                       |                       |                       |                       |                       |                       |  |  |  |  |  |  |  |  |  |  |  |  |  |  |  |  |  |  |  |  |
|                    |                    |                    |                    |                                |                                |                                |                                |                                |                                |                       |                       |                     |                     |                          |                          |                          |                          |                          |                          |                    |                    |                    |                    |                      |                      |                      |                      |                      |                      |  |  |                  |                  |                  |                  |                        |                        |                        |                        |                        |                        |                      |                      |                      |                      |                       |                       |                       |                       |                       |                       |                     |                     |                     |                     |                     |                     |                      |                     | Carlos V de Maine  | Carlos V de Maine  | Carlos V de Maine     | Carlos V de Maine     | Carlos V de Maine     | Carlos V de Maine     |                       |                       |                       |                       |                    |                    | Luis XI de Francia     | Luis XI de Francia   | Luis XI de Francia   | Luis XI de Francia   | Luis XI de Francia   | Luis XI de Francia   |                       |                       |                       |                       |                       |                       |  |  |  |  |  |  |  |  |  |  |  |  |  |  |  |  |  |  |  |  |
|                    |                    |                    |                    |                                |                                |                                |                                |                                |                                |                       |                       |                     |                     |                          |                          |                          |                          |                          |                          |                    |                    |                    |                    |                      |                      |                      |                      |                      |                      |  |  |                  |                  |                  |                  |                        |                        |                        |                        |                        |                        |                      |                      |                      |                      |                       |                       |                       |                       |                       |                       |                     |                     |                     |                     |                     |                     |                      |                     | Carlos V de Maine  | Carlos V de Maine  | Carlos V de Maine     | Carlos V de Maine     | Carlos V de Maine     | Carlos V de Maine     |                       |                       |                       |                       |                    |                    | Luis XI de Francia     | Luis XI de Francia   | Luis XI de Francia   | Luis XI de Francia   | Luis XI de Francia   | Luis XI de Francia   |                       |                       |                       |                       |                       |                       |  |  |  |  |  |  |  |  |  |  |  |  |  |  |  |  |  |  |  |  |
|                    |                    |                    |                    |                                |                                |                                |                                |                                |                                |                       |                       |                     |                     |                          |                          |                          |                          |                          |                          |                    |                    |                    |                    |                      |                      |                      |                      |                      |                      |  |  |                  |                  |                  |                  |                        |                        |                        |                        |                        |                        |                      |                      |                      |                      |                       |                       |                       |                       |                       |                       |                     |                     |                     |                     |                     |                     |                      |                     |                    |                    |                       |                       |                       |                       |                       |                       |                       |                       |                    |                    | Carlos VIII de Francia |                      |                      |                      |                      |                      |                       |                       |                       |                       |                       |                       |  |  |  |  |  |  |  |  |  |  |  |  |  |  |  |  |  |  |  |  |